# Muramelence
Muramelence (korábban Melincz, szlovénül: Melinci) falu Szlovéniában, a Muravidéken. Közigazgatásilag Belatinc községhoz tartozik.

## Fekvése
Muraszombattól 14 km-re délkeletre, Belatinctól 5 km-re délre, a Mura völgyében, a folyó bal partján fekszik.

## Története

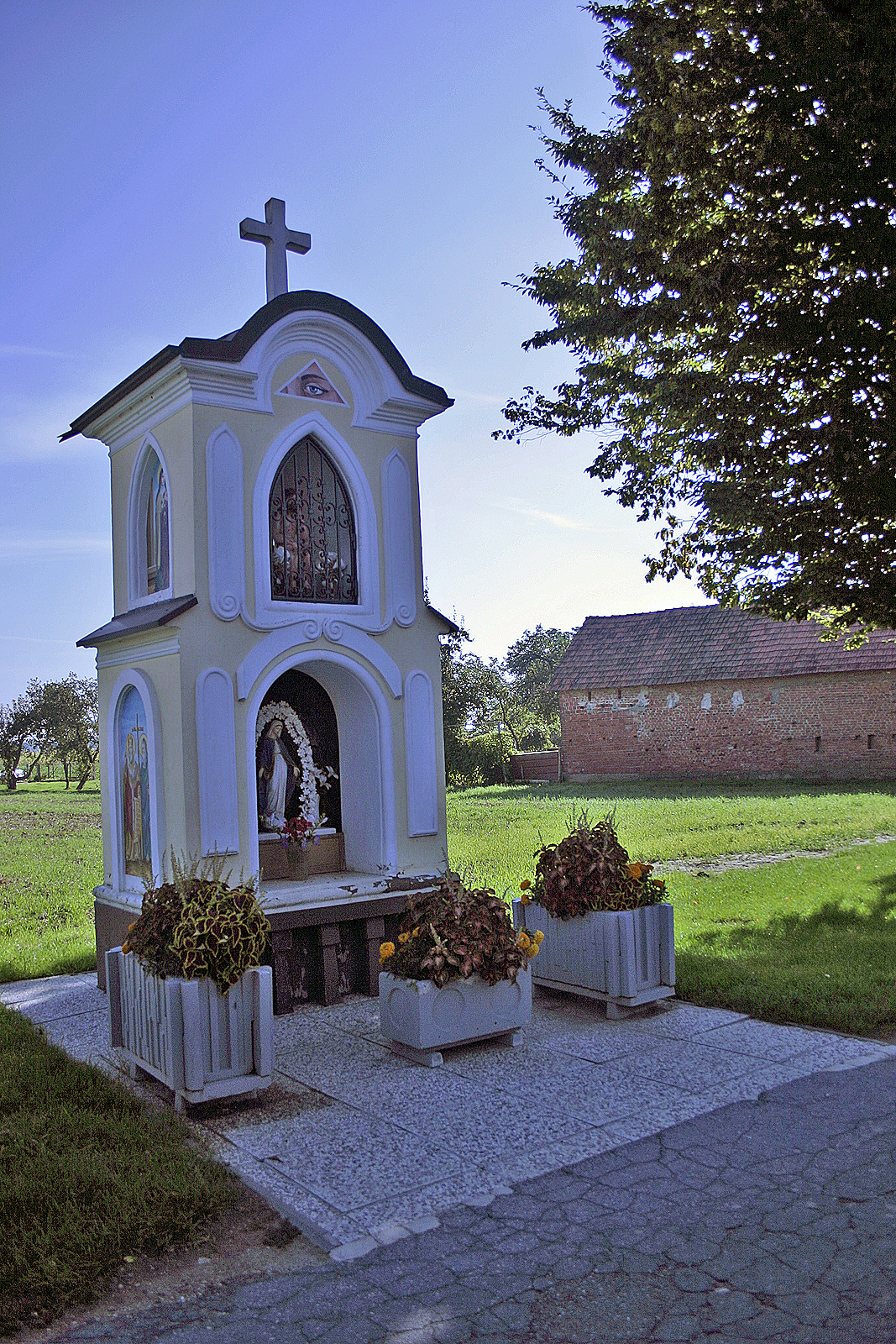
Útikápolna

A település első írásos említése 1379-ből való "Hmelinica" néven. 1411-ben "Melinche", 1428-ban "Hmelinche", 1481-ben "Hmelenicze", 1524-ben "Melynycze" alakban szerepel a korabeli forrásokban.
A 15.-17. században a belatinci uradalom része volt, s az alsólendvai Bánffy család birtokolta. A Bánffyakat követték a Csákyak, akik alig egy évszázadig voltak a falu birtokosai, végül a 19. században a Gyika család kezében volt az uradalom.
Vályi András szerint "MELINCZ. Elegyes falu Szala Várm. földes Ura G. Csáki Uraság, lakosai többfélék, fekszik Belatinczhoz nem meszsze, de annak filiája, határja jó."
Fényes Elek szerint " Melincz, vindus-tót falu, Zala vgyében: 412 kath. lak. F. u. Gyika. " 
Az 1910. évi népszámlálás szerint 908, túlnyomórészt szlovén lakosa volt. Zala vármegye Alsólendvai járásához tartozott. 1920-ban a trianoni békeszerződés értelmében a Szerb–Horvát–Szlovén Királyság kapta meg. 1941-ben ismét magyar fennhatóság alá került, 1945-ben Jugoszlávia visszakapta. 1991 óta a független Szlovénia része. 2002-ben 815 lakosa volt.

## Nevezetességei
- A Havas Boldogasszony tiszteletére szentelt kápolnája 1912-ben épült.
- 1902-ben épített útikápolnája.